# Мими Иванова
Мими Иванова е известна българска поп певица.

## Биография
В професионалната си кариера поп певицата Мими Иванова оставя десетки вечнозелени български песни (евъргрийни), достойни за „златния фонд“ на забавната музика: „Радост моя“, „Като пролетта“, „Птици ли летят“, „Яворова пролет“ – в трио с Паша Христова и Мария Нейкова, „Хора и улици“ – в дует с Борис Гуджунов, „Знам, море“, „Майчице свята“, „Денят е близо“, „При реката на детството“, „Слънцето е в моите коси“, „Петнадесет лалета“, „Сбогуване с лятото“, „Когато падне звезда от небето“ „И зимата отново си отива“, „Вълкът и седемте козлета“, „Вече свърши хубавото време“, „Чист извор на радост“, „Ние и песента“, „Труден характер“, „Влюбено момиче“, „Ах, този дъжд“, „Зелената стара чешма“, „Седем дни“, „Случайни срещи“, „Грешници“, „Няма рози без бодли“, „Хей, момче“, „Звезда“, „Понякога само“, „Приказка за Приморско“, „Ваканция“, „Минава дванадесет“, „Лято“, „Съдба“, „Недей съжалява“, „Пролет е“, „Орисия“, „Българийо, децата ни върни“, „Приятелството се подарява“ и мн. др. Сред най-популярните ѝ кавърверсии на световни хитове са „Аморе мио“, „Лодка в реката“, „Не гледай назад“, „Хей, извор чист“ и др.
Автор на значителна част от най-успешните ѝ песни е нейният съпруг, композиторът Развигор Попов, с когото работят неразделно от 1973 г. Композиторите, които също пишат за нея, са: Митко Щерев, Тончо Русев, Зорница Попова, Борис Карадимчев, Атанас Косев, Найден Андреев, Мария Ганева, Димитър Пенев и др.
В началото на 70-те години на 20 век Мими Иванова е „нов глас“ в българската забавна музика. Първите ѝ интерпретации се вписват в характерната за периода стилистика на българската песен. Постепенно изгражда самобитен маниер на пеене и изпълнителски стил, който я превръща в открояваща се индивидуалност. Решаващ принос за това има сътрудничеството ѝ с композитора Развигор Попов, както и създаването от тях през 1976 г. на рокгрупа „Старт“ – не просто съпровождаща концертите им, а внасяща динамика и чувство за съвременност в съвместните изяви. В края на 70-те Мими Иванова и „Старт“ са „модерното явление“, а Мими е фаворизирана диско- и рок-звезда и най-любимата българска певица в анкетите на Българското радио за 1979, 1980 и 1981 г. През 80-те Мими и „Старт“ продължават да бъдат „фабрика за хитове“, а след принудителната им (по финансови съображения) раздяла през 90-те Мими Иванова се изявява без съпровождащ бенд. Тя продължава да пее любимите на три поколения хитове, създава и много нови песни, оставайки вярна на своя стил. Потвърждение за последното е концертът ѝ „15 лалета 15 години по-късно“, състоял се на 26 април 2007 г. в Националния дворец на културата. В него изпява любими стари и съвсем нови песни. Специално за шоуто се събират, след повече от 15 години раздяла, и музикантите от група „Старт“, които застават отново зад нея с познатия рокаджийски хъс.

## Творчески път и награди
От дете пее и си акомпанира на акордеон, който изучава в музикална школа. През 1966 г. завършва средно музикално училище в Пловдив, специалност пеене. Първото ѝ появяване на сцена като професионална певица е през 1966 г. Първото ѝ концертно турне е през 1966 г. в Москва и Одеса, заедно с джазовия оркестър на Дом на Народната армия в Пловдив (известните по-късно като „Бели, зелени, червени“) с ръководител Веселин Николов. През 1969 г. се дипломира в полувисшия Естраден отдел на Музикалната академия в класа на Ирина Чмихова. Още в студентските години постъпва като солистка на оркестър „София“, ръководен от Николай Куюмджиев, където нейни колеги са Паша Христова, Мария Нейкова, Борис Гуджунов и др. През периода 1971 – 1973 г. активно работи с биг бенда на Българското радио с диригент Вили Казасян. През 1972 г. е първият ѝ съвместен ангажимент с Развигор Попов, в ролята му на ръководител на оркестър „Стакато“ – събират се по повод турне в тогавашния СССР. През 1973 – 74 година Мими живее и работи в Полша, където има изяви с „Анджей и Елиза“ и „Но-то-цо“. През 1976 г. с Развигор Попов създават група „Старт“.
Първият сингъл на певицата е издаден през 1972 г. от фирма „Мелодия“ в СССР, а първият ѝ дългосвирещ албум е издаден от българската фирма „Балкантон“ през 1975 г. (пълно описание на албумите и синглите вж в „Дискография“). Не малко песни в албумите ѝ могат да се срещнат по музика на композиторката Зорница Попова, а други нейни песни са написани от композитори като Атанас Косев, Найден Андреев, Тончо Русев, Мария Ганева и др.
През 1992 г. двамата с Развигор Попов създават музикална школа по синтезатор и солфеж, в която преподават при заниманията по синтезатор. Школата, съществуваща до днес, съществува към читалище „Цанко Церковски“ на ул. „Цар Симеон“ в София.
През 2001 г. Мими Иванова прави дебют и на театрална сцена. По покана на тогавашния директор на общинския театър „Възраждане“ Мими играе Лисицата в детската постановка „Бабината питка“, редом с професионални актьори, като Мара Чапанова, Даниел Цочев, Зорница Маринкова и др. Автор на музиката към спектакъла е Развигор Попов, а режисьор – Георги Георгиев. Представлението се играе при пълна зала и през 2007 г.

### Награди за изпълнител
- 1971 г., фестивал „Златният елен“ в гр. Брашов, Румъния – награда на Румънското радио и телевизия за най-добро изпълнение на румънска песен (представя се със „След нощта идва ден“ на румънския автор Жировяну и с българската „За обич съм родена“ от Тончо Русев)
- 1976 г., Международен фестивал в гр. Истанбул, Турция – специална награда (представя песента "Обич", муз. Мария Ганева)
- 1976 г., „Шлагер-фестивал“ в гр. Дрезден, ГДР – първа награда за изпълнение на немска песен (представя се с „Искам да обичам“ от Арнт Баузе)
- 1977 г., фестивал „Братиславска лира“ в гр. Братислава, Чехословакия – втора награда „Сребърна лира“ (представя се с „Един ден от пролетта“ от Развигор Попов)
- 1978 г. фестивал „Песни за морето“ в гр. Рощок, ГДР – трета награда
- 2006 г., певицата е номинирана и избрана за носител на „Кристална лира“ от Съюза на музикалните и танцови дейци в България.

### Награди за песни
В телевизионния конкурс „Мелодия на годината“ – 1976 г. – първо място със „Слънцето е в моите коси“ (Зорница Попова, Йордан Янков)
В Международен фестивал  в гр. Истанбул, Турция - 1976 г. специална награда за песента "Обич" (Мария Ганева, Вера Иванова) 
В Пролетния радио конкурс :
- 1970 г. – „Яворова пролет“ – първа награда (Светозар Русинов, Димитър Точев) – в трио с Паша Христова и Мария Нейкова
- 1973 г. – „Пролетен дъжд“ – първа награда (Найден Андреев, Димитър Керелезов)
- 1976 г. – „Кукуряк“ – втора награда (Стефан Димитров, Георги Бакалов)
- 1978 г. – „Петнадесет лалета“ – втора награда (Развигор Попов, Йордан Янков)
- 1996 г. – „Пролет е“ – втора награда (Развигор Попов, Валя Бурова)
- 1997 г. – „Орисия“ – трета награда (Развигор Попов)

От фестивала „Златният Орфей“ :
- 1974 г. – „В утринта“ – трета награда (Развигор Попов, Милчо Спасов) – със Стефка Оникян и „Стакато“
- 1975 г. – „Майчице, свята“ – трета награда (Митко Щерев, Иля Велчев)
- 1979 г. – „Юли“ – трета награда (Мария Ганева, Харалампи Харалампиев)
- 1995 г. – „Години, години“ – специална награда (Димитър Пенев, Иван Тенев) – дует с Жулиен Александров

От фестивала „Бургас, морето и неговите трудови хора“
- 1973 г. – „Знам, море“ – награда на публиката (Митко Щерев, Стефан Банков)

От фестивала „Песни за София“
- 2003 г. – „София ухае на липи“ – първа награда (Развигор Попов) – изп. трио „МВР“ – Мими Иванова, Ваня Костова и Росица Кирилова

## Дискография
- 1975 – „Мими Иванова“
- 1979 – „Мими Иванова и Старт“
- 1981 – „Автограф“
- 1983 – „Ало, ти ли си?“ (2 LP)
- 1985 – „Мими Иванова и Старт“
- 1987 – „Хей, момче“
- 1993 – „20 години Мими и Развигор“
- 1995 – „Съдба“
- 1996 – „Слънцето е в моите коси“
- 1996 – „Здравей, наместо сбогом“
- 2000 – „Вълкът и седемте козлета“
- 2000 – „Мими 2000. Нови песни“
- 2003 – „Любими песни 1“
- 2003 – „Любими песни 2“
- 2004 – „Вълкът и седемте козлета“
- 2005 – „Спасителки на плажа“
- 2007 – „15 лалета“
- 2016 – „Златни хитове 1“
- 2016 – „Златни хитове 2. Мими Иванова и Развигор Попов“
- 2023 – „Ние и песента“